# Лемпіно (Росія)
Ле́мпіно (рос. Лемпино) — село у складі Нефтеюганського району Ханти-Мансійського автономного округу Тюменської області, Росія. Адміністративний центр та єдиний населений пункт Лемпінського сільського поселення.
Населення — 391 особа (2017, 493 у 2010, 496 у 2002).
Національний склад станом на 2002 рік: росіяни — 53 %, ханти — 29 %.